# مقتلة الدروز والموارنة 1860
مقتلة الدروز والموارنة سنة 1860م هو صراع في لبنان وسوريا نشأ بين الموارنة من جهة والدروز  من جهة أخرى. بدأ الصراع بعد سلسلة من الاضطرابات توجت بثورة الفلاحين الموارنة على الإقطاعيين وملاّك الأراضي من الدروز. وسرعان ما امتد إلى جنوب البلاد حيث تغير طابع النزاع، فبادر الدروز بالهجوم على الموارنة. بلغ عدد القتلى من المسيحيين حوالي 20,000 كما دمرت أكثر من 380 قرية مسيحية و 560 كنيسة. وبالمثل تكبد الدروز  خسائر كبيرة كذلك.
امتدت الأحداث إلى دمشق وزحلة وجبل عامل وغيرها من المناطق. سقط خلالها الأخوة المسابكيون الذين اعتبرتهم الكنيسة الكاثوليكية طوباويين عام 1860. جاءت هذه الفتنة مرحلة ثالثة بعد اشتباكات طائفية أقل حدة حصلت عامي 1840 و1845 بين الموارنة والدروز أيضًا.

## خلفية
عُيِّن بشير الثالث كآخر أمير على جبل لبنان من قبل السلطان العثماني عبد المجيد الأول يوم 3 سبتمبر 1840. مثلت «إمارة لبنان» جغرافيًّا الجزء الأوسط من لبنان المعاصر، وكان أغلب سكانه تاريخيا من الموارنة والدروز. بينما شكّل لبنان الكبير (بحدوده الحالية) على حساب سوريا الكبرى تحت انتداب عصبة الأمم الممنوح لفرنسا في عام 1920. وشمل بذلك وادي البقاع، وبيروت، وجنوب لبنان (حتى الحدود مع فلسطين)، وشمال لبنان (حتى الحدود مع سوريا). استعمل المؤرخون لفظتي لبنان وجبل لبنان بشكل تبادلي حتى تأسيس لبنان الحديثة رسميا.
بدأت الصراعات المريرة بين المسيحيين والدروز، التي كان قد تصاعدت حدتها بالخفاء تحت حكم إبراهيم محمد علي باشا، بالظهور تحت سلطة الأمير الجديد. وعلى أثرها قام السلطان العثماني، بخلع بشير الثالث يوم 13 يناير 1842، وعين عمر باشا كحاكم لجبل لبنان. بيد أن هذا التعيين، خلق مشاكل أكثر مما حل. فاقترح ممثلوا الدول الأوروبية إلى السلطان تقسيم لبنان إلى مقاطعتين للمسيحيين والدروز. وفي 7 ديسمبر 1842، اعتمد الاقتراح السلطان هذا المقترح وطلب من أسعد باشا، حاكم دمشق، تقسيم المنطقة، إلى منطقتين: منطقة شمالية تحت حاكم نائب مسيحي وجنوبية تحت سلطة نائب درزي. وعرف هذا الترتيب باسم «القائمقامية المزدوجة». وتبع كلا المسؤولين حاكم صيدا، الذي بدأ يقيم في بيروت. واعتبر طريق بيروت-دمشق السريع الخط الفاصل بين هاتين المقاطعتين.
سرعان ما ظهرت ضحالة تجزئة لبنان. حيث زادت العداوات بين الطوائف الدينية، والتي كانت تغذيها قوي خارجية. فالفرنسيون على سبيل المثال، دعموا المسيحيين، في حين أيد البريطاني الدروز، . أدت هذه التوترات إلى صراع بين المسيحيين والدروز، بحلول أيار 1845. ونتيجة لذلك، طلبت القوى الأوروبية من السلطان العثماني إعادة النظام، فحاول إنشاء مجالس جديدة في كلا المقاطعتين. كانت كل مجلس مؤلفا من أعضاء يمثلون المجتمعات الدينية المختلفة، وكان يهدف إلى مساعدة نائب الحاكم.

### التنظيمات
في سنة 1839، أصدر السلطان محمود الثاني حُزمة من القوانين الجديدة وسميت (التنظيمات). وتحت هذه القوانين حاول أن يساوي بين مواطني السلطنة بالحقوق والواجبات بصرف النظر عن دينهم أو عرقهم أو قوميتهم. وأصبح بإمكان غير المسلم أن يشارك في الحياة الثقافية والاقتصادية، وسمح له بالدخول إلى المدارس وتعلم اللغة العربية واللغات الأجنبية.
على أثر إصدار التنظيمات، نشأت علاقات تجارية متميزة بين الأوروبيين من جهة ومسيحيي ويهود سوريا من جهة أخرى. وبرزت بيروت كميناء هام يؤمن للأوروبيين التواصل مع الداخل السوري وخاصة دمشق. واعتمدت الدول الأوروبية على المسيحيين واليهود من سكان دمشق لمساعدتها كمترجمين ووكلاء تجاريين. فأصبحوا هؤلاء من الأغنياء واكتسب العديد منهم حصانة دبلوماسية بحصولهم على جنسيات أوروبية.
أدى ذلك إلى ازدياد غنى التجار المسيحيين واليهود على حساب التجار المسلمين وخاصة صغار الكسبة. كما تأثرت صناعات النسيج والحرير المحلية مع ازدياد الواردات الأوروبية والمنافسة على السوق المحلية. وانخفض الإنتاج المحلي منها إلى الربع تقريباً وأغلق العديد من الورشات.
وفوق كل هذا جاء الكساد الاقتصادي الذي أصاب أوروبا في عامي 1857- 1858 ليزيد الطين بلّة، فكثرت جرائم السرقة ولم تسلم حتى قوافل الحج القادمة من بغداد. ولجأ الكثير من التجار الدمشقيين المسلمين إلى الاقتراض من التجار ورجال الأعمال المسيحيين واليهود في دمشق وبيروت. حتى أن المسيحيين واليهود أصبحوا دائنين للحاكمين العثمانيين.
وفي عام 1858 وضعت السلطنة قانوناً يسمح للأوروبيين وأعوانهم في سوريا بشراء الأراضي من نبلاء دمشق المسلمين ليخفف عنهم عبء الديون. كل هذه التغيرات الاقتصادية لعبت دوراً في زيادة غنى الأغنياء (خصوصًا من المسيحيين واليهود) وفقر الفقراء (بشكل خاص من المسلمين) وكان اللوم كله ينصب على الأوروبيين وحلفائهم في المدينة من الأقليات الدينية.

### انتفاضة فلاحي كسروان
فشل هذا النظام في الحفاظ على الاستقرار بعدما تمرد فلاحو كسروان، الذين أثقلتهم الضرائب المتزايدة، على الممارسات الإقطاعية التي كانت سائدة في لبنان. ففي 1858 طالب طانيوس شاهين، أحد قادة الفلاحين الموارنة، بإلغاء الامتيازات التي تميزت بها الطبقة الإقطاعية. وعندما تم رفض هذا الطلب، بدأ الفلاحون الفقراء للتحضير للثورة. وحدث ذلك في كانون الثاني 1859، عندما ترأس شاهين انتفاضة مسلحة. واستهدفت الانتفاضة مشايخ جبل لبنان، فنُهبت أراضيهم وحرقت منازلهم. بعد هزيمتهم وطردهم الإقطاعيين الموارنة سيطر الفلاحون المتمردون على معظم أراضي كسروان وأسسوا بها حكمهم.
كانت لانتفاضة كسروان، آثار ثورية على مناطق أخرى في لبنان. فانتشرت الاضطرابات إلى اللاذقية ووسط لبنان. وبدأ الفلاحون الموارنة، بدعم من جانب رجال الدين، بالتحضير لانتفاضة على الإقطاعيين الدروز. وبالمقابل بدأ هؤلاء بدورهم بتسليح رعاياهم من الدروز، وذلك بدعم من الوالي العثماني خورشيد باشا.

## المجازر المارونية الدرزية

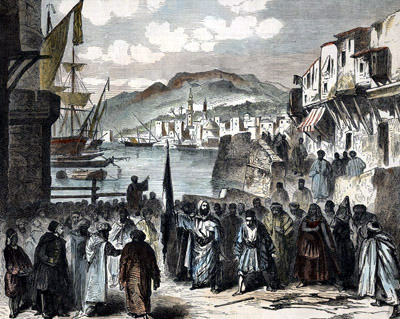
عبد القادر الجزائري وهو ينقذ مسيحيين خلال الأحداث.

تصاعدت التوترات عندما هدد البطريرك الماروني بولس بطرس مسعد، الأمير الدرزي مصطفى باشا، بطرد الدروز من لبنان بقوة قوامها 300,000 رجل.
بدأت الحرب بين الطائفتين بحسب رواية تقليدية بعد نزاع بين طفلين درزي وماروني من دير القمر، فتدخلت عائلتيهما ومن ثم طائفتيهما. وأشعلت هذه الخلافات سيلا من أعمال العنف اجتاحت لبنان. دمرت خلالها 60 قرية بالقرب من بيروت في ثلاثة أيام، من 29 إلى 31 أيار، 1860. قتل خلالها 33 مسيحي و-48 درزي.
بحلول حزيران امتدت الاضطرابات إلى الأحياء المختلطة من جنوب لبنان، وجبال لبنان الشرقية، وحتى صيدا وحاصبيا وراشيا ودير القمر وزحلة. أقام خلالها الفلاحين الدروز حصارا حول الأديرة الكاثوليكية والبعثات وحرقوها وقتلوا رهبانها.
امتدت المجازر إلى زحلة واللاذقية في 8 تموز و -9 تموز. وفي دمشق نظمت جماعات شبه عسكرية درزية ومسلمة المذابح بالتواطؤ من السلطات العسكرية العثمانية، استمرت ثلاثة أيام (9-11 تموز)، قُتل خلالها 25,000 مسيحي بما في ذلك بعض أفراد البعثات الأجنبية بها كالقنصل الأمريكي والهولندي.
تم في هذه الفترة حرق الكنائس والمدارس التبشيرية. وقام بعض المتنفذين من المسلمين بإنقاذ العديد من المسيحيين من أبرزهم عبد القادر الجزائري الذي آواهم في مقر إقامته وفي قلعة دمشق. دمرت خلال هذه المجازر حارة النصارى في دمشق القديمة والتي كان يسكنها الكاثوليك وكانت تُقيم فيه الطبقة البرجوازية الصناعية التجارية بشكل كامل، بما في ذلك عدد من الكنائس القديمة، بينما نجا سكان حي الميدان الفقير خارج الأسوار والذي شكل الأرثوذكس معظم سكانه بسبب حماية جيرانهم المسلمين لهم.
تضع معظم المصادر عدد القتلى في لبنان بين 7,000 إلى 11,000 بينما تصل أخرى إلى 20,000 أو أكثر. وشملت 2600 نسمة في دير القمر و 1500 نسمة في جزين و 1000 في حاصبيا من الروم الأرثوذكس وفي راشيا 800 نسمة، وكانت الخسارة في الأملاك أربعة ملايين جنيه إسترليني ذهبي إلى جانب اعتناق قرى بأكملها للإسلام في الجليل الأعلى وصيدا وصور هربًا من الإبادة كما فتحت الأحداث باب الهجرة المسيحية من الشرق.
وتذكر صحيفة ديلي نيوز الإنكليزية في تموز 1860 بهذا الصدد أن بين 7,000 و 8,000 قتلوا ورُمِّلت 5,000 امرأة ويُتِّم 16,000 طفلاً. قدر المؤرخ جيمس لويس فارلي (ت. 1823)، أن الأضرار بلغت حوالي 326 قرية و -560 كنيسة و -28 مدرسة، و -42 ديراً و -9 مؤسسات دينية. ويضع شارلز تشرشل أعداد القتلى ب- 11,000 بالإضافة إلى 000 100 لاجئ وحوالي 20,000 أرملة ويتيم، كما دُمِّر حوالي 3,000 مسكن وقضى 4,000 نحبه جراء الفقر المدقع الذي تسببت به المجازر. كما تكبد الدروز والمسلمين خسائر كبيرة كذلك. أما صناعتا الغزل والنسيج اللتان كانتا مزدهرتين في ذلك الوقت، وكان يعمل فيهما في دمشق ما يقرب من 20,000 شخص، فقد أصيبتا بالكساد؛ إذ كان المسيحيون حصراً هم الذين يديرون كلتا الصناعتين؛ حوادث 1860 سبَّبت أيضاً حركة هجرة مكثفة لعدد كبير من المسيحيين إلى بيروت والإسكندرية والقاهرة. لقد كان أكثر هؤلاء المهاجرين يمثلون يداً عاملة ثمينة في أعمال وصناعات وحرف مختلفة يختص بها المسيحيون حصراً في دمشق، لقد سمحت «التنظيمات» العثمانية الصادرة عام 1839 لبعض الفئات المسيحية المميزة أن تشارك مشاركة فعالة في أكثر المجالات الإدارية والاقتصادية والثقافية. ولكن حوادث 1860، إضافة لما سببته من خسائر فادحة في الأرواح والممتلكات، فقد أفسحت المجال للتدخل الأوروبي في الشؤون الداخلية للبلاد ولوضع يده على مرافق اقتصادية هامة، وكانت إحدى نتائج «التنظيمات» أيضًا السماح للأقلية المسيحية بإنشاء مدارس خاصة للتعليم ونشر الثقافة العربية والأجنبية. وقد ظهرت نتيجة لذلك طبقة مسيحيّة مثقفة تتميز بمعرفتها الممتازة للغة العربية الفصحى. كما أن تعلم اللغات الأجنبية في معظم هذه المدارس سمح لاحقاً بترجمة الكثير من المؤلفات الأدبية الكلاسيكية من الفرنسية والإنكليزية إلى اللغة العربية.

## التدخل الدولي

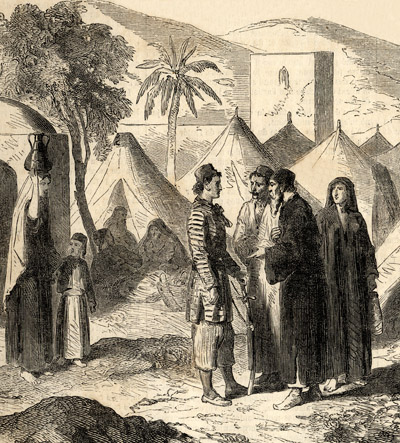
لاجئون مسيحيون بعد المجازر.

دعت هذه الأحداث الدامية فرنسا للتدخل بعد الشك باحتمال دعم القوات العثمانية للقوات الدرزية إما بدعم مباشر أو بنزع سلاح القوات المسيحية. أشارت فرنسا، بقيادة نابليون الثالث، إلى دورها التاريخي بكونها حامية للمسيحيين في الإمبراطورية العثمانية بحسب اتفاقية بين الطرفين في 1535. فوافق العثمانيون في 3 آب على إرسال قوة أوربية مؤلفة من 12,000 جندي لإعادة النظام.
في 5 أكتوبر 1860، اجتمعت لجنة دولية مؤلفة من فرنسا والمملكة المتحدة، والنمسا وبروسيا والإمبراطورية العثمانية للتحقيق في أسباب أحداث 1860 والتوصية بنظام إداري وقضائي جديد للبنان يحول دون تكرارها. اتفق أعضاء اللجنة أن تقسيم «إمارة لبنان» في 1842 بين الدروز والمسيحيين كانت السبب الرئيسي وراء المجازر. وبحسب ذلك تم تشكيل نظام جديد عام 1861 فصل لبنان عن سوريا ووحده على هيئة متصرفية تحت سيطرة حكم مسيحي يعين من قبل السلطان العثماني وبموافقة القوى الأوروبية، ويعاونه مجلس إداري مكون من اثني عشر عضواً من مختلف الطوائف الدينية في لبنان.
قامت فرنسا بنشر قوة مؤلفة من 6,000 جندي لحماية النظام بحسب الاتفاق، على أن ترسل دول أخرى قوات إضافية حسب الحاجة. وقد وصف التدخل الفرنسي واحدا من التدخلات الإنسانية الأولى في تاريخ العالم. وبالرغم من إخماد العثمانيين للاضطرابات قبيل وصول هذه البعثة، فقد تمركز فيلق مشاة فرنسي في سوريا من آب 1860 إلى حزيران 1861. وصف المؤرخون هذا التواجد العسكري بكونها إحدى أول قوات حفظ سلام في التاريخ.
عمومًا يتفق المؤرخون أن السلطان قد راعه ما حدث، وأن تواطئ الوالي العثماني لا يعني بالضرورة تورط الدولة، هذا ما يترجم فعليًا بالإجراءات التي اتخذتها الدولة فقد عيّن السلطان عبد المجيد الأول، فؤاد باشا حاكمًا على الشام مخولاً بصلاحيات استثنائية، لرأب الصدع الذي حصل في المجتمع ولتفادي أي تدخل أوروبي، وقد قاد فؤاد باشا حملة اعتقالات بحق المتورطين بالمذابح ضد المسيحيين، فأعدم رميًا بالرصاص 111 شخصًا، وشنق 57 آخرين، وحكم بالأشغال الشاقة على 325 شخصًا ونفى 145؛ وكان بعض المحكومون من كبار موظفي الدولة في الشام.
أُنشأت متصرفية جبل لبنان في عهد التنظيمات الإدارية التي بدأها السلطان عبد المجيد الأول في محاولة لانتشال الدولة العثمانية مما كانت تتخبط فيه من المشاكل الداخلية، وقد أٌقرّ بعد الفتنة الطائفية الكبرى لعام 1860 وما نجم عنها من مذابح مؤلمة في جبل لبنان ودمشق وسهل البقاع وجبل عامل بين المسلمين والمسيحيين عمومًا، والدروز والموارنة خصوصًا؛ تلك الفتنة التي استغلتها الدول الأوروبية كي تضغط على السلطان بشكل يحقق مصالحها الاقتصادية والأيديولوجية في الشرق العربي. وتشكل النظام الحاكم والاجتماعي في متصرفية جبل لبنان من الثنائية المارونية - الدرزية، وسمح الاستقرار الأمني والتعايش الدرزي-الماروني في المتصرفية بتطور الاقتصاد ونظام الحكم.